# Церковь Бориса и Глеба на Поварской
Це́рковь святы́х страстоте́рпцев Бори́са и Гле́ба на Поварско́й (Борисогле́бская церковь, храм Спа́са Нерукотво́рного О́браза) — утраченный православный храм, располагавшийся в Москве на пересечении Борисоглебского переулка и Поварской улицы. Первые упоминания о сооружении относятся к XVIII веку. В 1933 году церковь закрыли и через три года снесли. На месте сооружения к 1946-му возвели здание Музыкального института имени Гнесиных.

## История

### Строительство и использование
Предположительно, первую церковь в этой части Поварской улицы возвели по указу Бориса Годунова и освятили в честь соимённого святого. Эта постройка сильно пострадала в Смутное время и в годы Польско-литовской интервенции. Первые достоверные упоминания о храме на этом месте относятся к его восстановлению в 1635 году. Через пятьдесят лет деревянная однопрестольная церковь сгорела и к 1891-му была реконструирована в камне. Главный престол освятили в честь Спаса Нерукотворного Образа, благодаря чему возникло соответствующее неофициальное название сооружения. Приделы храма освятили в честь святых Бориса и Глеба, а также Смоленской иконы Божией Матери.
К XVIII веку переулок, начинавшийся рядом с церковью, получил название Борисоглебский. В 1799—1802 годах на средства генерал-майора Петра Николаевича Жеребцова храм перестроили в стиле классицизм. Возведение обошлось в 25 тысяч рублей. Новое здание имело приземистую архитектурную композицию, главным украшением фасада стала массивная ротонда с мощным портиком. Смоленский придел переосвятили в честь московских митрополитов Филиппа, Петра, Иова и Алексея. Одной из особопочитаемых святынь храма являлась икона Нерукотворного Спаса, созданная Симоном Ушаковым с учениками. При церкви действовало два кладбища, трапезная и женская богадельня. В 1830 году в стенах храма венчались статский советник С. Д. Киселёв и младшая дочь дворянина Николая Васильевича Ушакова — Елизавета. Поручителем жениха на церемонии выступал близкий друг пары Александр Пушкин. Среди прихожан церкви числился обер-прокурор святейшего синода Константин Победоносцев.
Писатель Михаил Осоргин упоминает церковь Бориса и Глеба в романе «Сивцев Вражек», где указывает на повреждения купола во время вооружённого восстания в Москве. Деятельность храма после революции описывает Марина Цветаева в своём очерке «Чудо с лошадьми»: 

Но на той же улице, в милой, большой, круглой и очень старой белой церкви, посвященной братьям и князьям-мученикам Борису и Глебу, непременно, каждое утро старый упрямый священник совершал богослужение. И так же каждое утро красноармейцы прямо перед этой же белой церковью давали ответ на богослужение — строевым топотом и оркестром.
 Кроме того, поэтесса упоминает храм в стихотворении «Серафим на орла — вот бой…». Предположительно, православные мотивы в поэме «На красном коне» возникли также благодаря расположению студии Цветаевой близ храма на Поварской улице.

### Демонтаж
Весной 1933 года Фрунзенский райсовет направил в Моссовет официальную просьбу о закрытии храма. Предполагалось использовать этот участок для размещения здания Телеграфного агентства СССР. Церковь Бориса и Глеба снесли в 1936-м. Через год на этом месте началось строительство Музыкального института имени Гнесиных, которое из-за Великой Отечественной войны завершилось только в 1946 году. Через 28 лет после этого здание расширили с запада, пристроив к нему тринадцатиэтажный корпус. В нём разместили музыкальное училище.
По инициативе общественного движения «Россия Православная» 15 ноября 2007 года на месте разрушенной церкви установили памятную табличку.